# 金井元彦
金井 元彦（かない もとひこ、1903年11月28日 - 1991年8月6日）は、日本の内務官僚、政治家。
行政管理庁長官（第43代）、参議院地方行政委員長、同沖縄及び北方問題に関する特別委員長、参議院議員（2期）、兵庫県知事（第36-37代・公選）、兵庫県立近代美術館長（第3代）、兵庫県副知事、青森県知事（第45代・官選）などを歴任。

## 経歴
1903年（明治36年）、姫路市五軒邸に生まれ神戸市で育つ。旧制第二神戸中学校（現・兵庫県立兵庫高等学校）、旧制第一高等学校を経て東京帝国大学法科を卒業した。1927年（昭和2年）に内務省へ入省し、警保局検閲課長を経て1945年（昭和20年）1月に官選第45代青森県知事となる。

### 青森県知事時代
太平洋戦争の戦局悪化に伴いアメリカ軍の本土空襲が日を追って激しくなる中、金井は7月18日に新聞を通じて「家をからっぽにして逃げたり、山中に小屋を建てて出てこないというものがあるそうだが防空法によって処罰出来るのであるから断乎たる処置をとる」との声明を公表する。この声明を受けて青森市では郊外へ避難している市民に対して「7月28日までに帰宅しなければ人名台帳から氏名を抹消し、食糧や物資の配給を差し止める」と警告し、多くの市民が強制的に避難先から帰宅させられたが、青森市街は28日から29日にかけての青森大空襲により市街地の81%を焼失する壊滅的な被害を受け、1018名の犠牲者を出した。このため、結果的に金井の声明が空襲による犠牲者を増大させたとの批判がある。
1946年（昭和21年）1月、公職追放処分を受けて知事を免職となり大野連治が後任の知事に就任する。公職追放後は民間企業に勤めていたが、1948年（昭和23年）に自らの命令で空襲により多くの犠牲者を出したことを悼んで慰霊のため観音像の建立を提唱し、柳町交差点のロータリーに三国慶一作の「平和観音像」が設置された。1964年（昭和39年）に道路拡張のため2代目の観音像が10メートルほど北に作られ、金井らが建立した初代の像は青森市文化会館の4階で展示されている。

### 兵庫県知事時代

金井が1964年に制定した兵庫県旗

1955年（昭和30年）2月、兵庫県知事の阪本勝に迎えられて副知事に就任。1962年（昭和37年）、阪本が2期目の任期満了に伴い知事を退いた後継候補として知事選に出馬し当選する。1964年（昭和39年）6月、現在の兵庫県庁舎1号館落成を記念して兵庫県旗を制定した。
在任中はちょうど日本が高度成長期に差し掛かっていた時期であり「生活の科学化」をスローガンに掲げて第1次県勢振興計画を策定する。その一方で、1969年（昭和44年）にダウン症候群などの染色体異常を早期に発見することを目的として出生前診断を奨励した「不幸な子どもの生まれない運動」は優生思想に基づく人権侵害施策として青い芝の会などから強い非難を浴びた。これは1965年（昭和40年）に一日滋賀県知事として滋賀県の障害児入所施設・びわこ学園を視察した際、金井が入所児の「笑うことも、はいまわることも忘れ、喜びを奪われた、気の毒な姿」を目にし、園長からの言葉に深く感動した体験を基に提唱したものである。金井はこの運動の先頭に立ち1969年に施設の現状を昭和天皇に奏上した。兵庫県下の医師や有力者はユニークな運動として当運動を評価していたが、元明石市長泉房穂は、金井は、優生保護法の推進第一人者で、兵庫県庁にその部署まで作り「障害のあるものはこの世から抹殺する」ということを方針に掲げ「障害を持ち生まれそうだったら、殺してしまえ」という運動を全国の先頭を切って行った知事であった。このため、障害者であった私の弟も危うく殺されそうになったと証言している。またNPO法人のDPI日本会議の常任委員の藤原久美子は「不幸な子どもの生まれない運動は兵庫県から全国に波及し、手術の増加を招いた悪しき政策」と批判している。運動は1974年（昭和49年）に見直され1978年（昭和53年）以降は手術は行われなくなった。しかし1989年（平成元年）まで兵庫県は精神科病院に手術の申請書を配り続けていた。
前任者の阪本に倣って1970年（昭和45年）の知事選挙には出馬せず2期限りで知事を退任する方針を表明し、副知事の坂井時忠が後継に指名された。

### 参議院議員時代〜晩年
知事職を退いた翌1971年（昭和46年）の第9回参議院議員選挙に自民党公認で兵庫県選挙区から出馬して当選、七日会（田中派）の立ち上げに参加する。2期目の1977年（昭和52年）には参議院地方行政委員長に就任し、1978年（昭和53年）には第1次大平内閣で行政管理庁長官として入閣した。1980年（昭和55年）春の叙勲で勲一等瑞宝章を受章（勲四等からの昇叙）。
1983年（昭和58年）の第13回参院選には出馬せず政界を引退し、兵庫県名誉顧問に就任する。また、かつて日本三大仏の一つに数えられながらも1944年（昭和19年）に金属類回収令で解体された能福寺（神戸市兵庫区）の兵庫大仏再建事業に際して奉賛会会長を務め、1991年（平成3年）5月9日の開眼法要に出席した。同年8月6日、脳梗塞のため死去、87歳。死没日をもって従四位から従三位に叙される。神戸市長田区の兵庫県立文化体育館で開催された県民葬には竹下登ら約2700名が参列した。

## 著作
- 欧亜の印象（兵庫県商工労働部商業貿易課、1958年）
- 南北アメリカの旅に思う 私のたより（私家版、1964年）
- わが心の自叙伝（私家版、1983年）
- 緩歩残筆（兵庫県社会福祉協議会、1986年）